# Convento dei Cappuccini (Galatina)
Il convento dei frati Cappuccini sorse tra il 1570 e il 1580 nei pressi di una piccola chiesa dedicata allo Spirito Santo, secondo la disposizione testamentaria del giureconsulto Nicola Zimara che prevedeva la vendita di tutti i suoi beni da destinare all'edificazione di un convento francescano.
I lavori dell'attuale chiesa, che si protrassero per circa un secolo, si conclusero nel 1681. I Cappuccini continuarono ad occupare il complesso fino alla seconda metà dell'Ottocento, quando, a seguito della soppressione dell'Ordine, nel 1866, il convento fu destinato ad usi differenti, ospitando prima una caserma e poi un lazzaretto. 

## Architettura

### Esterno
Il complesso conventuale, ubicato all'esterno della cinta muraria di Galatina, si presenta con un aspetto essenziale in sintonia con gli ideali di semplicità dell'Ordine dei Cappuccini. Chiesa e convento si presentano esternamente con un corpo di fabbrica compatto, con la facciata cuspidata dell'aula sacra contigua al prospetto del convento. In corrispondenza del piano stradale si apre l'unico portale di accesso alla chiesa e, sulla destra, i due che conducevano agli ambienti conventuali; al piano superiore piccole finestrelle si aprono in corrispondenza delle celle, mentre un finestrone rettangolare, in asse con il portale della chiesa, ne illumina la cantoria. Ben visibile, e arretrato rispetto al piano della facciata, è il campanile a vela a due fornici terminante con una croce apicale sulla sommità della cuspide e due piccoli pinnacoli piramidali con sfera sovrastante ai lati.

### Interno
L'interno si presenta a navata unica con tre cappelle che si aprono sul lato sinistro e, sul lato destro, tre altari collocati entro lo spessore della muratura. La volta della navata e le pareti laterali sono decorate da raffinate volute e testine di angeli in stucco, risalenti a rifacimenti del XVIII secolo. Degni di interesse sono gli affreschi della Madonna in trono col Bambino e della Natività di Gesù, e il retablo ligneo seicentesco dell'altare maggiore, importante testimonianza dell'attività di intagliatori che contraddistinse l'operato di molti frati Cappuccini. 
Al fianco destro della chiesa si addossa il chiostro porticato, articolato in tre lati scanditi da possenti arcate. Da qui si accedeva ai vani di servizio, cucina e refettorio, mentre una scalinata consentiva l'accesso al piano superiore caratterizzato dalla presenza di un corridoio sul quale si aprivano le celle.